# Winter van 1890-1891
De winter van 1890–1891 was een van de koudste winters in Nederland en België in de 19e eeuw. Het geschatte hellmanngetal voor Utrecht liep deze winter op tot 265,0. De winter verkreeg mede bekendheid door het boek van Herman de Man, De barre winter van negentig.

## Verloop
De vorstperiode begint op 26 november 1890 en houdt ongekend lang aan, twee maanden, tot 23 januari 1891. Reeds op 5 december vroor het zo hard, dat op de Zuiderzee nabij Schokland vier geladen schepen in het ijs vastvroren. Op 8 december werd de veerdienst Enkhuizen-Stavoren gestaakt. De volgende dag was alle scheepvaart op de Zuiderzee stilgevallen omdat alles met een ijslaag was bedekt. Ook de grote rivieren begonnen snel dicht te vriezen. Op 17 december was het met de alsmaar voortdurende harde oostenwind plaatselijk zo koud, dat er verscheidene mensen doodvroren. In Havelte vroren drie kinderen dood. Langs een weg tussen Stolwijk en Gouda vond men een doodgevroren orgelman. De kranten staan vol berichten van omgekomen en verdronken schaatsers. In Brabant worden twee vermoedelijke smokkelaars dood gevonden.
Op 23 december kwamen er in Kampen honderd vissers uit Urk aan, die al een tijdje met hun vaartuigen op de Zuiderzee lagen ingevroren. Omdat het felle winterweer bleef aanhouden besloten zij naar huis terug te lopen over het ijs naar Urk. Langs de Hollandse kust begon men vanaf 27 december drijfijs waar te nemen. Van 28 t/m 31 december kwam het elke nacht tot strenge of zelfs zeer strenge vorst in Nederland. De gemiddelde temperatuur van december kwam op –4,8  °C uit. Sinds het begin der temperatuurmetingen vanaf 1706 was alleen december 1788 nog kouder uitgevallen. De gemiddelde ijsdikte in sloten en vaarten kwam uit op ongeveer 65 cm, plaatselijk werd zelfs een dikte van 70–80 cm bereikt. Het (toen nog zoute) Haringvliet vriest dicht, zodat Goeree-Overflakkee geïsoleerd raakt.
De strenge, koude winter brengt veel ellende met zich mee. Volgens volkstellers heeft slechts één op de tien huizen een brandende kachel. Winterkleding laat vaak te wensen over, en net als nu hebben vooral armen en daklozen daar het meest onder te lijden. Men grijpt alles aan om warm te blijven, kruipt bijvoorbeeld tegen de warme muur van de gasfabriek en kinderen slapen bij gebrek aan winterkleding onder stro en zakken om zich warm te houden.

## Elfstedentocht
Vele honderden Friezen waagden een poging alle elf steden per schaats te bezoeken. Vaak werd ingetekend op een lijst van een herbergier in elk van de elf steden als bewijs van aflegging. Van de zusjes Lysbeth en Akke Swierstra uit Poppingawier is bekend dat zij toen de eerste vrouwen zijn geweest die de tocht hebben afgelegd. Ook vermeldenswaardig is dat zeven broers uit het dorpje Tirns allemaal op dezelfde dag de tocht wisten te voltooien. Sporter, schilder, schrijver en journalist Pim Mulier waagde op 2 januari ook een poging. In elke plaats liet hij een inwoner een handtekening zetten ter bevestiging van zijn prestatie. Het lukte hem de tocht in een recordtijd van 13 uur te voltooien. Een paar dagen later kwam in de Leeuwarder Courant te staan:
Het was te verwachten dat in dezen winter, nu alle kanalen en vaarten in deze provincie evenzoovele sterke ijsbanen zijn geworden, de eene of andere koene schaatser zou opstaan om het traditionele bezoek aan de elf Friesche steden op één dag te brengen. De heer W. Mulier van Haarlem, geboren Fries, 25 jaar oud, (...) heeft verleden zondag genoemde taak met het beste gevolg volbracht. Hij vertrok 's morgens 7 uur van hier en was 's avonds 8 uur terug. De rust, die hij zich hier en daar gunde, vorderde tezamen 2 uren.
Destijds werd Mulier hierdoor beroemd. Tegenwoordig is bekend dat twee weken na Muliers prestatie de Fries Foeke Pieters van der Wal uit Sloten de race volbracht in minder dan 13 uur. Een dag dáárna wisten Douwe Watze's Visser en Ruurd Gerrits van Dijk, beide uit Midlum, de tocht in 12 uur en 30 minuten te voltooien. De berichtgeving over deze pioniers had ook een duidelijk aanzuigend effect. Van heinde en verre kwamen sporters aan om een poging te wagen. De eerste buitenlanders deden een poging de Elfstedentocht te voltooien, de Engelsen B.B. Taring en Louis en Charles Tebbutt.

## Hellmann-koudegetallen
| Plaats     | Hellmann-koudegetal |
| ---------- | ------------------- |
| Maastricht | 304,9               |
| Utrecht    | 265,0               |
| Groningen  | 242,3               |
| Den Helder | 204,5               |
| Vlissingen | 182,3               |

1683-1684 · 1708-1709 · 1715-1716 · 1728-1729 · 1739-1740 · 1754-1755 · 1756-1757 · 1759-1760 · 1762-1763 · 1783-1784 · 1784-1785 · 1788-1789 · 1794-1795 · 1798-1799 · 1799-1800 · 1802-1803 · 1804-1805 · 1813-1814 · 1819-1820 · 1822-1823 · 1829-1830 · 1837-1838 · 1840-1841 · 1844-1845 · 1846-1847 · 1854-1855 · 1870-1871 · 1890-1891 · 1894-1895 · 1916-1917 · 1928-1929 · 1939-1940 · 1940-1941 · 1941-1942 · 1946-1947 · 1955-1956 · 1962-1963 · 1978-1979 · 1984-1985 · 1995-1996